# 신방도서관
신방도서관은 충청남도 천안시에 있는 공립 도서관이다.

## 연혁
- 2013.01.21. 신방도서관 개관